# Ansamblul funerar Rugăciune realizat de Constantin Brâncuși
Ansamblul funerar Rugăciune realizat de Constantin Brâncuși, cunoscut și sub numele Monumentul funerar Petre Stănescu, monument istoric, cod LMI BZ-IV-a-B-02504 și cod LMI BZ-IV-m-B-02504.01, este compus din două sculpturi din bronz: Rugǎciune și Bustul lui Petre Stǎnescu. Constantin Brâncuși a realizat cele două sculpturi la Paris și, in vara lui 1914, le-a adus la Buzău și a decorat cu ele mormântul lui Petre Stănescu din Cimitirul Dumbrava.

## Descriere

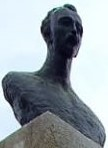
Bustul lui Petre Stănescu.

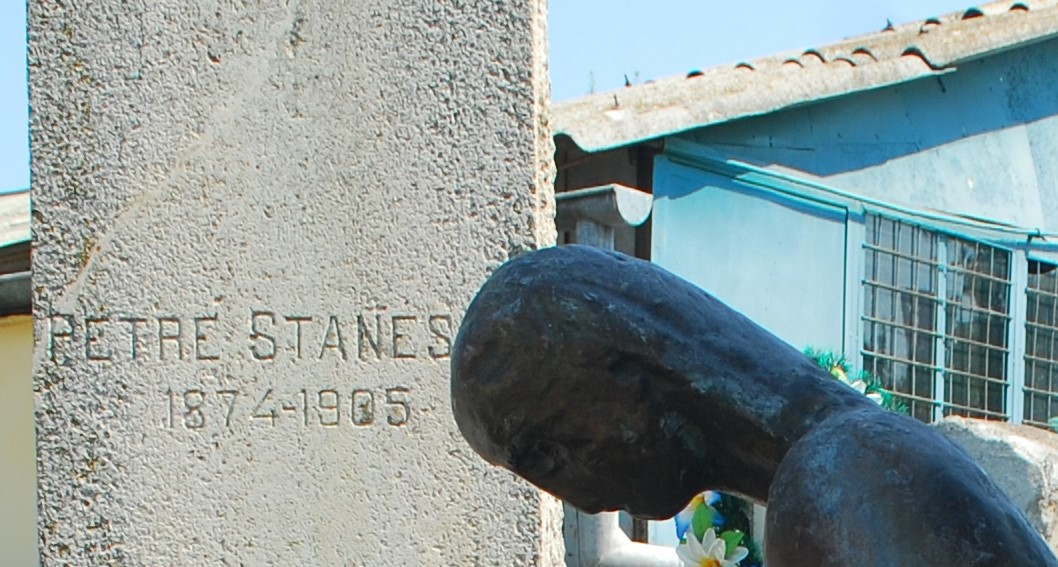
Inscripția originală de pe soclul Bustului Petre Stănescu.

Ansamblul conține o figură alegorică, din bronz, înfățișând un trup gol de femeie îngenunchiată, răpusă de durere, care se roagă în fața bustului, tot din bronz, al avocatului Petre Stănescu. Figura alegorică, numită Rugăciune, este montată pe un soclu din piatră de circa 0,5m înălțime, iar bustul este fixat pe un soclu tot din piatră care atinge în înălțime peste 2m.  Soclurile și poziționarea lor sunt originale și poartă semnătura lui Constantin Brâncuși.
La începutul secolului trecut, liniștea din târgul Buzăului a fost tulburată de o poveste de iubire terminată tragic, dar cu urmări ce aveau să facă orașul de provincie cunoscut în toată lumea.
Eliza, fiica unui mare moșier buzoian, Nicolae Seceleanu, se îndrăgostește de un avocat și fost primar al orașului, Petre Stănescu, un tânăr cu mari perspective, care la vârsta de 29 de ani, ca membru al Partidului Național Liberal, a fost ales deputat în Parlamentul României. Totuși el nu se ridica, din punct de vedere financiar, la înălțimea aspirațiilor pe care le avea tatăl fetei. Intransigentul tată îi interzice Elizei să-și întâlnească iubitul, însă fata se refugiază într-o mănăstire și amenință că se călugărește dacă nu i se permite mariajul. Nicolae Seceleanu ajunge astfel să accepte căsătoria, la începutul anului 1905.
După numai cinci luni, la 9 octombrie 1905, din cauza unui cancer la stomac sau tuberculoză, avocatul Petre Stănescu decedează, la vârsta de 31 de ani, lăsând în urma sa o inimă frântă de durere.
Pentru a-i cinsti memoria, văduva se gândește să ridice un monument funerar la mormântul fostul ei soț, din Cimitirul Dumbrava. La îndemnul soției pictorului Ștefan Popescu și la recomandarea acestuia, Eliza Stănescu (Seceleanu) sosește la Paris în primăvara anului 1907 pentru a încheia următorul contract cu sculptorul Constantin Brâncuși.
Eu, Constantin Brâncuși, mă angajez a executa personal în contul D-nei Eliza Petre Stănescu un monument funerar pe prețul de 7.500 lei în care preț se cuprinde execuția integrală a monumentului compus după cum se specifică mai jos, precum și transportul de la Paris în gara Buzău (România). Monumentul se compune din următoarele piese: un soclu din piatră care va atinge în înălțime 2 m până la 2 m 50, o figură alegorică reprezentând o femeie care plânge lângă soclu, un bust cu brațe asemănătoare fotografiilor ce Doamna Stănescu îi va pune la dispoziție, se arată în angajamentul semnat de sculptor. 7.500 lei erau lei de aur și reprezentau o sumă foarte mare la acel timp. Cu acești bani Brâncuși și-a făcut atelierul din Paris.
În contractul semnat de Brâncuși, acesta se obligă ca atât figura alegorică, cât și bustul, să fie turnate în bronz, trebuind să depășească ca mărime naturală atât cât necesitatea va cere, iar termen pentru execuția lucrării să fie cel târziu sfârșitul lunii februarie 1908.
Până să ajungă la forma finală, statuia Rugăciune a fost concepută în mai multe variante. La început, Brâncuși a redat-o sub forma unui trup înveșmântat în falduri, înclinat spre lespedea mormântului, o lucrare clasică inspirată de cimitirele din Craiova, București sau Paris. Nemulțumit, a distrus figurina din lut.
Noua machetă avea să fie una revoluționară, pentru că reprezenta o femeie goală ce va fi amplasată într-un cimitir dintr-un oraș de provincie al României de la începutul secolului al XX-lea.
Cunoscând mentalitatea oamenilor, Brâncuși a căutat cea mai potrivită cale de a reda figura alegorică într-o formă artistică, ajungând să modeleze un trup gol de femeie tânără care se roagă în genunchi lângă soclul Bustului lui Petre Stănescu, ușor aplecată de la mijloc. Femeii i-a simplificat și i-a alungit formele, i-a eliminat urechile și i-a subțiat figura, dându-i trăsături antice. Pentru a accentua tragismul sculpturii, Brâncuși a aplicat tehnica fragmentării, inventată de Auguste Rodin, amputând brațul stâng.
Statuia Rugăciune este opera care l-a definit pe Brâncuși ca sculptor modern. Această lucrare marchează o cotitură în arta lui Brâncuși, începutul drumului care va duce la arta pe care o cunoaștem. Această statuie exprimă prin formele sale curajos simplificate, primul semn al unei orientări artistice care va deveni o cotitură în sculptura Europeană modernă. De fapt este lucrarea care redă cel mai bine noua tendința în concepția artistică a lui Brâncuși între 1907 – 1910. Artistul se desprinde pentru prima data din sfera de influență rodiniană și trece la stilizarea și simplificarea formelor, căutând să-și elibereze opera de orice trăire puternică, sugerând o femeie care se roagă, o femeie care se reculege în genunchi, nu o femeie care se tânguie, conferindu-i în felul acesta un simțământ de smerenie și de puritate. Statuia Rugăciune este o sculptură în spiritul tradiției bizantine, în care formele sunt alungite și stilizate, chipul subțiat, arcada ochilor este puternic subliniată, iar privirea voalată, întoarsă parcă înăuntru. Sculptura inspiră prin numai câteva trăsături sentimentul de smerenie și evlavie al femeii îngenuncheate.
Criticii de artă care au studiat și au scris despre opera lui Constantin Brâncuși au căzut de acord că statuia Rugăciune a fost realizată într-o copie din gips în perioada aprilie-octombrie 1907. Doi ani a muncit Brâncuși pentru a finaliza lucrarea, depășind termenul de predare. Procesul de turnare în bronz la turnătoria Valsuani s-a terminat în 1910.
Tot în 1910, sculptorul a terminat și bustul lui Petre Stănescu. Pentru realizarea sculpturii, el a avut ca sursă de inspirație fotografia pusă la dispoziție de văduvă și, ca model, pe fratele răposatului, Justin Stănescu, sosit în 1907 la Paris pentru studii. Având în vedere faptul că lucrare trebuia instalată pe un piedestal înalt, gâtul este ușor asimetric și întregul bust ușor alungit pentru a da o senzație de perspectivă. De asemenea, bustul este orientat cu fața spre soare și este lipsit de brațele amintite în contactul semnat de Constantin Brâncuși.
Brâncuși a depășit cu mult termenul de predare provocând un scandal ce a ajuns până la Paris. Între timp Eliza Stănescu (Seceleanu) se recăsătorise, iar rudele nu acceptau statuia unui trup gol într-un cimitir. Este meritul deplin al Elisei că a fost de acord cu monumentul funerar așa cum l-a conceput Constantin Brâncuși.
Pentru a-și monta lucrările în Cimitirul Dumbrava, sculptorul s-a deplasat personal la Buzău în perioada 26 mai - 17 iulie 1914, locuind în casele Elizei Stănescu (Seceleanu), de pe strada Păcii. În această perioadă, el a cioplit în piatră de Măgura cele două socluri pentru statuia Rugăciune și bustul lui Petre Stănescu. Piatra aceasta folosită la soclu este piatră de Măgura sau fund de mare, numulitică, cum se cheamă ea, comandată de Brâncuși și sculptată de mâna lui, spune artistul Valeriu Șușnea. Cele două blocuri de calcar au fost furnizate de antrepriza Donig K. Teodoru, ce exploata o carieră de piatră la Măgura și care a furnizat și piatra necesară pentru fundația clădirii Palatului de Justiție din Buzău. Brâncuși a cioplit blocurile cu ajutorul pietrarilor din satul situat în apropierea carierii.
În 1958 Muzeul Național de Artă al României a cumpărat sculptura Rugăciune de la Eliza Stănescu (Seceleanu) cu 70 de mii de lei. Mai întâi o copie din piatră a statuii, ulterior, o replică turnată în bronz în atelierul de la Paris al lui Brâncuși, a fost așezată pe mormântul avocatului Petre Stănescu. Replica sculpturi a dispărut de pe soclu în 1996 însă a fost găsită doi ani mai târziu într-un depozit de lemne din Bistrița. Pentru că nu existau sisteme de supraveghere, replica a fost din nou furată în 2005 și până în prezent nu a mai fost recuperată.
Abia în 2014, la inițiativa Rotary Club Buzău, care a strâns și banii necesari, a fost repusă în Cimitirul Dumbrava din Buzău, pe soclul original, o copie fidelă a sculpturi Rugăciune. Copia a costat 7.000 de euro și a fost turnată la Arad. Un sculptor buzoian, Ciprian Dominoschi, a realizat mulajul, după statuia originală care se află la Muzeul Național de Artă al României.
În 1976 Muzeul Național de Artă al României a împrumutat din Cimitirul Dumbrava bustul lui Petre Stănescu pentru a fi prezentat la expoziția Centenarului Brâncuși. Mai târziu, originalul a fost înlocuit cu o replică turnată în bronz în atelierul de la Paris al lui Brâncuși, iar în 1992 bustul original a fost și el cumpărat de Muzeul Național de Artă al României. În octombrie 1995 replica bustului a dispărut de asemenea. Direcția de Investigare a Infracțiunilor de Criminalitate Organizată și Terorism a descoperit-o 21 de ani mai târziu. Replica a stat trei ani în beciurile poliției din București și apoi în 2019 a fost oferită Muzeului Județean Buzău, instituție căreia moștenitorii familiei Stănescu-Seceleanu i-au donat în 1982 replicile celor două sculpturi. În actul de donație se stipulează expres că locul statuilor este pe mormântul lui Petre Stănescu.
În 19 februarie 2020, când s-au împlinit 144 de ani de la nașterea lui Constantin Brâncuși, replica bustului lui Petre Stănescu a fost reamplasată pe soclul ei original. Tot în această zi, ziua Brâncuși, promulgată prin lege în 2015, aleea dintre intrarea în cimitir și mormântul lui Petre Stănescu a primit numele Aleea Constantin Brâncuși, iar monumentul este, conform declarației domnului primar Constantin Toma, obiectivul cel mai bine păzit din județ.
De la 19 februarie 2020 cele două opere de artă sunt iarăși pe locurile lor. Numai împreună și la mormântul avocatului Petre Stănescu, statuile formează un tot unitar, adică Ansamblul funerar Rugăciune sau Monumentul funerar Petre Stănescu din Cimitirul Dumbrava din Buzău. Așa l-a conceput creatorul lui, sculptorul Constantin Brâncuși, și așa l-a dorit Eliza Stănescu (Seceleanu), inițiatoarea lui.
Mormântul se află în Cimitirul Dumbrava, Buzău, România, pe Aleea Constantin Brâncuși.

## Date ce nu coincid
În publicațiile existente există și date ce diferă de cele din această pagină:
- Sculptorul s-a deplasat personal la Buzău în perioada 26 mai - 29 iunie 1914.[3][31]
- Din banii primiți de la Eliza Stănescu (Seceleanu) Brâncuși a trăit mult timp.[12]
- Numai în trei surse[6][7][8] este specificat că avocatul Petre Stănescu a fost primar în Buzău.
- Bustul avocatului Petre Stănescu a fost cumpărat în anii 70.[32]
- În 1990 bustul original a fost cumpărat de Muzeul Național de Artă al României.[24]
- Costul copiei bustului a ajuns la 40.000 de lei.[22]
- Replica bustului o fost regăsită în 2017.[9]